# Good Girl Gone Bad: Reloaded
Good Girl Gone Bad: Reloaded är ett album med Rihanna från 2008. 

## Låtlista
1. Umbrella med Jay-Z (Christopher Stewart, Terius Nash, Thaddis Harrell, Shawn Carter) - 4:35
2. Push Up On Me (Jonathan Rotem, Makeba Riddick, Lionel Richie, Cynthia Weil) - 3:15
3. Don't Stop The Music (Tor Erik Hermansen, Mikkel S. Eriksen, Tawanna Dabney, Michael Jackson) - 4:27
4. Breakin' Dishes (Stewart, Nash) - 3:20
5. Shut Up And Drive (Evan Rogers, Carl Sturken, Stephen Morris, Peter Hook, Bernard Sumner, Gillian Gilbert) - 3:33
6. Hate That I Love You med Ne-Yo (Shaffer Smith, Hermansen, Eriksen) - 3:39
7. Say It (Riddick, Quaadir Atkinson, Ewart Brown, Clifton Dillon, Lowell Dunbar, Brian Thompson) - 4:10
8. Sell Me Candy (Nash, Riddick, Timothy Mosley) - 2:45
9. Lemme Get That (Nash, Mosley, Carter) - 3:41
10. Rehab (Justin Timberlake, Mosley, Hannon Lane) - 4:54
11. Question Existing (Smith, Shea Taylor, Carter) - 4:06
12. Good Girl Gone Bad (Smith, Hermansen, Eriksen, Lene Marlin) - 3:33
13. Disturbia (Robert Allen, Andre Merritt, Chris Brown, Brian Kennedy) - 3:59
14. Take A Bow (Hermansen, Eriksen, Smith) - 3:49
15. If I Never See Your Face Again med Maroon 5 (Adam Levine, James Valentine) - 3:18

## Singlar
- Take A Bow - 15 april 2008
- If I Never See Your Face Again med Maroon 5 - 2 maj 2008
- Disturbia - 5 augusti 2008
- Rehab - 25 oktober 2008